# Ковцун Дмитро Мар’янович
Дмитро Мар'янович Ковцун (29 вересня 1955 , Мухавка, Тернопільська область ) — радянський і український легкоатлет, фахівець з метання диска. Виступав за збірні СРСР та України з легкої атлетики в 1978—1994 роках, призер Кубка Європи та Ігор доброї волі, переможець першостей національного значення, учасник літніх Олімпійських ігор в Барселоні. Представляв Москву і Київ, спортивне товариство « Трудові резерви». Майстер спорту СРСР міжнародного класу. Тренер з легкої атлетики.

## Біографія
Дмитро Ковцун народився 29 вересня 1955 року в селі Мухавка Чортківського району Тернопільської області Української РСР.
Почав займатися легкою атлетикою в 1971 році, в різний час проходив підготовку під керівництвом тренерів Дмитра Дякуна, Отто Григалки, Анатолія Бондарчука. З 1974 року перебував у складі юніорської збірної СРСР, в 1976 році на Кубку Москви виконав нормативи майстера спорту у метанні диска і штовханні ядра. Закінчив ДПТУ № 23 в Москві та здобув пофесію — слюсара-інструментальника. Пізніше закінчив Московський обласний державний інститут фізичної культури. Представляв добровільне спортивне товариство «Трудові резерви».
Вперше заявив про себе на міжнародному рівні в сезоні 1978 року, коли увійшов до складу радянської національної збірної і виступив на чемпіонаті Європи в Празі, де з результатом в 61,84 метра став в метанні диска сьомим.
У 1979 році на чемпіонаті країни в рамках VII літньої Спартакіади народів СРСР в Москві виборов в метанні диска бронзу.
У 1981 році здобув перемогу на зимовому чемпіонаті СРСР в Сочі і став бронзовим призером на літньому чемпіонаті СРСР в Москві, тоді як на Кубку Європи в Загребі посів друге місце в особистому та командному заліках. Будучи студентом, представляв країну на літній Універсіаді в Бухаресті, де опинився в своїй дисципліні четвертим.
У 1982 році був другим і третім на зимовому і літньому чемпіонатах СРСР відповідно, показав дев'ятий результат на чемпіонаті Європи в Афінах. За підсумками сезону удостоєний почесного звання « Майстер спорту СРСР міжнародного класу».
На чемпіонаті СРСР 1984 року в Донецьку перевершив усіх суперників в метанні диска і завоював золоту медаль. У 1985 році на чемпіонаті СРСР в Ленінграді отримав бронзову нагороду.
У 1986 році виграв срібну медаль на Іграх доброї волі в Москві, поступившись в метанні диска тільки Ромасу Убартасу. У 1987 році переміг на зимовому чемпіонаті СРСР в Адлері і став срібним призером на літньому чемпіонаті СРСР в Брянську. У 1988 році додав у послужний список бронзову нагороду, отриману на зимовому чемпіонаті СРСР по довгих метань в Адлері.
У 1992 році виграв бронзові медалі на зимовому і літньому чемпіонатах СНД. Завдяки низці вдалих виступів увійшов до складу Об'єднаної команди, зібраної зі спортсменів колишніх радянський республік для участі в літніх Олімпійських Іграх в Барселоні - у фіналі метнув диск на 62,04 метра, розташувавшись в підсумковому протоколі змагань на сьомому рядку.
Після розпаду Радянського Союзу Дмитро Ковцун ще протягом деякого часу представляв на міжнародній арені українську національну збірну. Так, в 1993 році в складі команди України він відзначився виступом на чемпіонаті світу в Штутгарті, а в 1994 році стартував на Іграх доброї волі в Санкт-Петербурзі.
Ще будучи діючим спортсменом, в 1982 році закінчив Київський державний інститут фізичної культури і з 1984 року здійснював тренерську діяльність. Підготував ряд титулованих легкоатлетів, в їх числі Ю. Вікпіш, І. Захарченко, А. Немчанінов та В. Сидоров. Заслужений тренер України (1995). У 2009—2012 роках обіймав посаду старшого тренера збірної команди України.